# Ole Lund Kirkegaard
Ole Lund Kirkegaard (født 29. juli 1940 i Aarhus, død 24. marts 1979 ved Barrit Kirke) var en dansk børne- og ungdomsbogsforfatter. Hans bøger har, i efterhånden adskillige generationer, hørt til de mest elskede, og mange af dem er filmatiseret og har modtaget priser.

## Livsanskuelser og forfatterskab
Ole Lund Kirkegaard blev født i Aarhus, voksede op i Skanderborg og tog i 1959 studentereksamen fra Aarhus Katedralskole. Efter et halvt år som sømand og vikararbejde på små skoler besluttede han sig for at blive lærer – på trods af at han som barn hadede at gå i skole. I 1963 tog han lærereksamen fra Århus Seminarium, hvorpå han aftjente sin værnepligt i Jydske Dragonregiment, hvor han opnåede rang af løjtnant. Han blev førstelærer på den lille skole i Oue midt mellem Hobro og Hadsund. En af hans elever her, den senere filminstruktør Niels Arden Oplev, har i sin film Drømmen hentet inspiration i sin erindring om Lund Kirkegaard til billedet af den unge, grænseoverskridende lærer, Freddie Svale. Skolen i Oue blev senere omdannet til friskole med navnet Lille Virgils Friskole, som dog lukkede i 2011.
Ole Lund Kirkegaard debuterede som forfatter med novellen "Dragen", som han i 1966 skrev til en konkurrence udskrevet af Politiken. Han vandt konkurrencen og blev opfordret til at skrive mere. Den første roman for børn var Lille Virgil, der udkom i 1967 og hurtigt blev en succes. Kirkegaards evne til at skrive solidarisk med sit publikum samt hans egne glade og naivistiske illustrationer gav ham hurtigt et stort publikum. Historierne handler normalt om børn, der har et lidt vanskeligt forhold til forældre og andre "normale" voksne, men med opfindsomhed og støtte fra mere skæve eksistenser får de klaret problemerne.
Ole Lund Kirkegaard brugte sine historier i skolen, hvor han læste dem højt for sine elever. Han indtalte også flere af dem på bånd, lige som flere af bøgerne er indtalt af kendte skuespillere. I 1977 besluttede han at stoppe som lærer for at satse på at være forfatter på fuld tid. Økonomisk kunne det godt hænge sammen, da hans bøger solgte godt, og han modtog legater, men han savnede dialogen med og inspirationen fra børnene. Han drog landet rundt og holdt foredrag, men det flakkende liv gav ham problemer med alkohol.
Efter hans død gik der rygter om selvmord. Men det afvises af hans ekskone, der beskriver hans død som en ulykke. En aften efter et foredrag var han på kro i Barrit og havde drukket for meget. Han blev dårlig og gik hjemad, og på vejen faldt han om i snedriverne bag Barrit Kirke, hvor han frøs ihjel. Han var gift og havde to døtre, men parret var blevet skilt tre måneder før hans død.

## Hædersbevisninger
Ole Lund Kirkegaard modtog flere priser for sine bøger, heriblandt Kulturministeriets Børnebogspris i 1969 for bogen Albert. Flere af hans bøger, fx Gummi-Tarzan, er filmatiseret. Hodja fra Pjort er sat op som musical med musik af Sebastian. Gummi-Tarzan blev i 2006 optaget i Kulturkanonen. Gummi-Tarzan måtte senere som følge af forfatteren til Tarzan-bøgerne, Edgar Rice Burroughs, eneret til navnet Tarzan, skifte navn til Gummi-tarzan (stavet med lille "t"). Gummi-tarzan er sat op som musical af Morten Mathiesen.
Ole Lund Kirkegaards Stræde i barndomsbyen Skanderborg, er opkaldt efter ham.

## Filmatiseringer
Flere af Ole Lund Kirkegaards historier er filmatiseret:
- Lille Virgil og Orla Frøsnapper (1980) og Orla Frøsnapper (2011, animation).
- Gummi Tarzan (1981) og Gummi T (2012, animation).
- Otto er et næsehorn (1983) og Otto er et næsehorn (2013, animation).
- Hodja fra Pjort (1985).
- Albert (1998) og Albert (2015, animation).
- Frode og alle de andre rødder (2008).